# Barclayville
Barclayville is de hoofdplaats van de Liberiaanse county Grand Kru.
Bij de volkstelling van 2008 telde Barclayville 2908 inwoners.

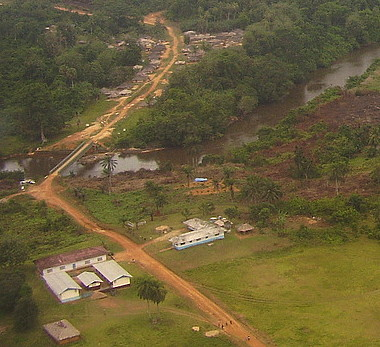
Barclayville vanuit de lucht